# 細菌性溶血性黄疸
細菌性溶血性黄疸（さいきんせいようけつせいおうだん、英: bacterial jaundice）とは直径4-6μmの未同定の長桿菌の感染を原因とするブリの感染症。

## 解説
溶血による酸化ストレスの増加により発症すると考えられ、外部所見として体色の黄変、鰓の褪色、内部所見および病理所見は脾臓、肝臓の腫大および脆弱化。
原因菌はウシ胎子血清添加L-15培地で培養が可能である。マクロライド系抗生物質の経口投与が有効。また、高アスコルビン酸飼料を与える事で発症の抑制が可能である。